# Franciszek Jastrzębski (pilot)
Franciszek Jastrzębski (ur. 10 listopada 1905 w Zglechowie, zm. 25 października 1940) – kapitan pilot Wojska Polskiego i Polskich Sił Powietrznych w Wielkiej Brytanii, kawaler Orderu Virtuti Militari.

## Życiorys
Jego rodzicami byli Karol i Julianna z domu Osica, miał czwórkę rodzeństwa. W 1926 uzyskał maturę w Seminarium Nauczycielskim w Siennicy. Został powołany do odbycia służby wojskowej i wstąpił do Szkoły Podchorążych Rezerwy Piechoty w Ostrowi Mazowieckiej, a w 1927 został przeniesiony do Szkoły Podchorążych Lotnictwa w Dęblinie. Szkołę ukończył w 1929 r. jako obserwator z 61. lokatą. Otrzymał przydział do 54 eskadry liniowej 5 pułku lotniczego w Lidzie, w 1932 r. został przeniesiony został do 51 eskadry liniowej.
W 1933 otrzymał przydział do 142 eskadry myśliwskiej w Toruniu, a następnie do nowo utworzonej 143 eskadry myśliwskiej, gdzie pełnił funkcję oficera technicznego i zastępcy dowódcy. W 1934 pracował w Lotniczej Szkoły Strzelania i Bombardowania w Grudziądzu jako instruktor. W 1937 został przeniesiony do 3 pułku lotniczego w Poznaniu, w którym objął stanowisko dowódcy 132 eskadry myśliwskiej. Na stopień kapitana został mianowany ze starszeństwem z 19 marca 1938 i 54. lokatą w korpusie oficerów lotnictwa, grupa liniowa.
We wrześniu 1939 roku był dowódcą 132 eskadry myśliwskiej, zestrzelił 3 samoloty. 17 września jednostka otrzymała rozkaz przelotu do Rumunii, jednak Jastrzębski był zmuszony lądować przymusowo w okolicach Parczewa. Dołączył do oddziałów gen. Franciszka Kleeberga i walczył jako ułan do rozbicia SGO „Polesie” po bitwie pod Kockiem. Udało mu się przedostać do okupowanej Warszawy.
W styczniu 1940 r. przez Tatry, Słowację, Węgry i Jugosławię przedostał się do Francji, gdzie po przeszkoleniu na samolotach Bloch MB.152 został dowódcą Podwójnego Klucza Frontowego Nr 8 „Ja” (sześciu pilotów) przydzielonego do GC II/1, stacjonującego w Buc. 5 czerwca 1940 został zestrzelony – ranny w nogi i poparzony.
Po upadku Francji przedostał się do Anglii, gdzie otrzymał numer służbowy P-1296 i po przeszkoleniu na sprzęcie brytyjskim został przydzielony 26 lipca 1940 roku do dywizjonu 302 – został dowódcą eskadry B. Brał udział w bitwie o Anglię. Nie powrócił z lotu bojowego 25 października 1940 roku. Jak wynika z relacji Wacława Króla prawdopodobnie stracił przytomność z powodu awarii aparatury tlenowej i uderzył w powierzchnię wody. Pilota pochowano początkowo na wyspie Sylt, po wojnie ciało zostało ekshumowane na Brytyjski Cmentarz Wojenny w Kilonii (grób nr 6, działka nr 4, rząd H).

## Zwycięstwa powietrzne
Na liście Bajana figuruje na 61. pozycji z 3 i 1/2 zniszczonymi samolotami oraz 1 prawdopodobnie.
Chronologiczny wykaz zwycięskich walk powietrznych:
Zestrzelenia pewne:
- He-111 – 2 września 1939[7]
- Do 17 – 7 września 1939[8]
- Bf 110 – 8 września 1939[9][8]
- Bf 110 – 9 września 1939[8]
- Bf 109 – 10 września 1939 – sam również został zestrzelony i omal nie zlinczowany przez polskich chłopów
- Bf 110 – 11 września 1939[8]
- 1/2 Do 17 – 15 września 1940 – wspólnie z F/O Tadeuszem Chłopikiem

Zestrzelenia prawdopodobne:
- Do-17 – 18 września 1940

## Ordery i odznaczenia
- Krzyż Srebrny Orderu Virtuti Militari nr 8985
- Krzyż Walecznych – czterokrotnie
- Srebrny Krzyż Zasługi[5]
- Medal Lotniczy
- Polowa Odznaka Pilota
- Krzyż Wojenny (Francja)[10]